# アローン・トゥゲザー (トニー・ベネットのアルバム)
アローン・トゥゲザー (Alone Together)は、1962年にコロムビア・レコードからリリースされたトニー・ベネットのアルバム。

## 収録曲[3]
1. アローン・トゥゲザー - Alone Together（Schwartz, Dietz）- 3:07
2. ディス・イズ・オール・アイ・アスク - This Is All I Ask（Jenkins）- 4:12
3. アウト・オブ・ディス・ワールド - Out of This World（Arlen, Mercer）- 3:37
4. ウォーク・イン・ザ・カントリー - Walk in the Country（Howard）- 3:46
5. 虹を追いかけて - I'm Always Chasing Rainbows（Carroll, McCarthy）-  2:46
6. プア・バタフライ - Poor Butterfly（ Hubbell, Golden）-3:41
7. アフター・ユーヴ・ゴーン - After You've Gone（Creamer,  Layton）- 3:57
8. 風と共に去りぬ  - Gone With the Wind（Wrubel, Magidson） - 3:34
9. イッツ・マジック - It's Magic  (Cahn, Styne) - 3:17
10. ハウ・ロング・ハズ・ディス・ビーン・ゴーイング・オン - How Long Has This Been Going On? (G.Gershwin, I.Gershwin) - 3:52
11. ソフィスティケイテッド・レディ - Sophisticated Lady（Ellington, Parish,Mills）-  3:00
12. フォー・ヘブンズ・セイク - For Heaven's Sake（Bretton, Edwards, Meyer）- 3:21

## 参加ミュージシャン
- トニー・ベネット – ヴォーカル
- フランク・デヴォル – 指揮, 編曲